# یوسف کالا
یوسف کالا (انگلیسی: Jusuf Kalla؛ ؛ زادهٔ ۱۵ مهٔ ۱۹۴۲) سیاست‌مدار اندونزیایی است که از سال ۲۰۱۴ معاون رئیس‌جمهور اندونزی بوده است. او پیشتر از ۲۰۰۴ تا ۲۰۰۹ نیز این سمت را بر عهده داشت. او نامزد ناکام حزب گلکار در انتخابات ریاست جمهوری سال ۲۰۰۹ بود. از سال ۲۰۰۹ کالا به عنوان رئیس جامعه صلیب سرخ اندونزی فعالیت کرده است. کالا پیش از این که خود را در انتخابات ریاست جمهوری سال ۲۰۱۴ به عنوان نامزد معاونت جوکو ویدودو اعلام کند در نظرسنجی‌هایی که در سال ۲۰۱۲ برگزار شده پیشتاز این رقابت‌ها بود